# Vertebrate Palaeontology (Benton)
Vertebrate Palaeontology é um livro básico sobre paleontologia de vertebrados por Michael J. Benton, publicado pela Wiley-Blackwell. Até agora tem aparecido em quatro edições, publicado em 1990, 1997, 2005, e 2014. Ele é projetado para cursos de pós-graduação em paleontologia, biologia, e geologia, também para o leigo interessado.
O livro é amplamente utilizado e tem recebido excelentes críticas:
- "Este livro é obrigatório para estudantes e pesquisadores de biologia, geologia, e paleontologia. Consegue demonstrar perfeitamente como as informações paleobiológicas são obtidas". Revisão da 3ª edição,  Zentrallblatt fur Geologie und Palaontologie, de 2007.
- "Uma antecipação de que Vertebrate Palaeontology de Benton, vai se tornar o "padrão da indústria", e como tal, deve ocupar espaço nas prateleiras de todos os envolvidos nos ensinos de graduação". Ivan Sansom, School of Earth Sciences, University of Birmingham. Revisão da 2ª edição da Micropalaeontological Society.[1]
- "... sua experiência em uma série de problemas da paleontologia de vertebrados é incrível. Como resultado, o conteúdo do seu livro é muito bem equilibrado ". Jerzy Dzik, Instytut Palaeobiologii PAN, Varsóvia. Revisão da 3ª edição do Journal of Sedimentary Research.[2]

O livro dá uma conta geral de cada grupo principal de vertebrados vivos, e de fósseis. Na parte de trás do livro, uma classificação filogenética, que combina o sistema de Linné, e o arranjo da cladística, e tem sido usado como um guia para as páginas da Wikipédia sobre a vida, e taxa de vertebrados extintos. No entanto, algumas classificações de Benton difere do Tree of Life Web Project, especialmente no que diz respeito a relação de grupos dos primeiros anfíbios (Batrachomorpha e Reptiliomorpha).